# فلاونا
فلاونا (باليونانية: φλαούνα)‏، (بالتركية: Pilavuna, Bitta)‏،  معجنات مليئة بالجبن من جزيرة قبرص، والتي قد تحتوي على الزبيب أو مزينة ببذور السمسم. يتم تحضير فلاونا تقليديًا لعيد الفصح. من قبل القبارصة الأرثوذكس. الأسماء الإقليمية للفلاونا تشملفلاونا، فيسودكي (اليونانية: φεσούδκι) في كارافاس، وأفلاونا في كارباسيا. يتم تقديمه في رمضان من قبل القبارصة الأتراك.

## التاريخ
يتم تقديم فلاونا تقليديًا في قبرص كطعام احتفالي لكسر الصوم الكبير، حيث يتم إعداده يوم الجمعة العظيمة لتناوله في عيد الفصح من قبل المسيحيين الأرثوذكس. يتم تناولها بدلاً من الخبز في أحد عيد الفصح، وتستمر في صنعها وتناولها للأسابيع التالية. غالبًا ما يكون إنشاء الفلاون تقليدًا عائليًا مشتركًا مع أجيال متعددة.
سجلت موسوعة غينيس للأرقام القياسية رقما قياسيا لأكبر فلاونا على الإطلاق. تم تعيينه في 11 أبريل 2012 من قبل شركة كارفور في ليماسول. قياس المعجنات 2.45 متر (8.0 قدم) بطول 1.24 متر (4.1 قدم)، ووزنها 259.5 كيلوغرام (572 رطل) . كجزء من الاحتفالات، ذهب 20 في المائة من مبيعات الفلاونا في متاجر كارفور في ذلك اليوم في قبرص إلى الأعمال الخيرية.
ظهرت فلاونا كتحدي تقني في حلقة أسبوع الحلويات ذا غريت بريتش بيك أوف من الموسم السادس.
اشتق اسم فلاونا من الكلمة اليونانية القديمةπαλάθη  (paláthē> flado > fladoonis> flauna)، وهي كعكة من الفاكهة المحفوظة أو المجففة.

## الوصفة
فلاونا عبارة عن معجنات محشوة بالجبن يتخللها الجبن. توصف المعجنات بأنها تشبه معجنات قصيرة في الملمس. يمكن أن يكون الجبن مزيجًا من الجرافيرا، الحلوم والأناري الطازج أو الكيفالوتيري. يتم تقدميها ساخنة أو باردة. خارج أوروبا، يمكن أحيانًا الإشارة إلى هذه الأجبان باسم جبن «فلاونا». اعتمادًا على مساحة الجزيرة التي صنعت فيها، تختلف الوصفات بحيث تكون المعجنات إما مالحة أو شبه حلوة أو حلوة. يمكن أيضًا أن تحتوي أحيانًا على بذور سمسم رش فوقها أو زبيب يتخللها الجبن.